# Alo Kuslap
Alo Kuslap (ur. 9 listopada 1987 w Viljandi) – estoński wioślarz.

## Osiągnięcia
- Mistrzostwa Świata Juniorów – Banyoles 2004 – dwójka podwójna – 14. miejsce[1].
- Mistrzostwa Świata U-23 – Amsterdam 2005 – ósemka – 7. miejsce[1].
- Mistrzostwa Świata Juniorów – Brandenburg 2005 – dwójka bez sternika – 7. miejsce[1].
- Mistrzostwa Świata U-23 – Hazewinkel 2006 – ósemka – 7. miejsce[1].
- Mistrzostwa Świata Juniorów – Amsterdam 2006 – jedynka – 14. miejsce[1].
- Mistrzostwa Świata U-23 – Glasgow 2007 – ósemka – 1. miejsce[1].
- Mistrzostwa Świata – Monachium 2007 – ósemka – 16. miejsce[1].
- Mistrzostwa Świata U-23 – Račice 2009 – ósemka – 6. miejsce[1].
- Mistrzostwa Europy – Brześć 2009 – ósemka – 4. miejsce[1].
- Mistrzostwa Europy – Montemor-o-Velho 2010 – ósemka – 8. miejsce[1].